# Грімм (телесеріал)
Грімм (англ. Grimm) — американський телесеріал у жанрі темного фентезі, частково заснований на казках братів Грімм. Створили серіал Стівен Карпентер, Девід Грінволт, Джим Коуф. Прем'єра відбулася на каналі NBC 28 жовтня 2011 року — 31 березня 2017 року, шість сезонів зі 123 епізодів. 29 серпня 2016 року, NBC оголосили, що 6-й сезон буде останнім. У жовтні 2018 року оголошено про знімання спін-оффу із жіночим персонажем у головній ролі.

## Сюжет
Детектив Нік Беркгардт працює в поліції Портленда, коли дізнається, що він нащадок Гріммів — групи мисливців, які підтримують рівновагу між людством і казковими істотами, представленими здебільшого звіроподобними гуманоїдами, що магічним чином маскуються під звичайних людей. Нік намагається зрозуміти світ, що відкриває нові горизонти перед ним і зберегти баланс між роботою в поліції та життям як Грімм. Допомагають йому Монро — друг, людина-вовк, колишній злочинець, що виправився, і Генк Гріффін — детектив поліції та напарник Ніка.

## У ролях
= Головна роль у сезоні
     = Другорядна роль у сезоні
| Актор               | Персонаж                   | Поява у сезонах | Поява у сезонах | Поява у сезонах | Поява у сезонах | Поява у сезонах | Поява у сезонах | Поява у сезонах |
| Актор               | Персонаж                   | 1               | 2               | 3               | 4               | 5               | 6               | Епізоди         |
| ------------------- | -------------------------- | --------------- | --------------- | --------------- | --------------- | --------------- | --------------- | --------------- |
| Девід Гвінтолі      | Нік Беркгардт              | 22              | 22              | 22              | 22              | 22              | 13              | 123             |
| Рассел Горнсбі      | Генк Гріффін               | 22              | 21              | 22              | 22              | 22              | 13              | 122             |
| Бітсі Таллоч        | Джульєтта Сільвертон / Єва | 22              | 22              | 22              | 22              | 18              | 13              | 119             |
| Сайлас Вейр Мітчелл | Монро                      | 22              | 22              | 22              | 22              | 22              | 13              | 123             |
| Саша Ройз           | Шон Ренард                 | 22              | 22              | 22              | 22              | 22              | 13              | 123             |
| Реггі Лі            | Дрю Ву                     | 20              | 21              | 22              | 22              | 22              | 13              | 120             |
| Брі Тернер          | Розалі Калверт             | 5               | 15              | 22              | 22              | 22              | 13              | 99              |
| Клер Коффі          | Адалінда Шейд              | 8               | 9               | 21              | 17              | 21              | 11              | 87              |
| Всього епізодів     | Всього епізодів            | 22              | 22              | 22              | 22              | 22              | 13              | 123             |

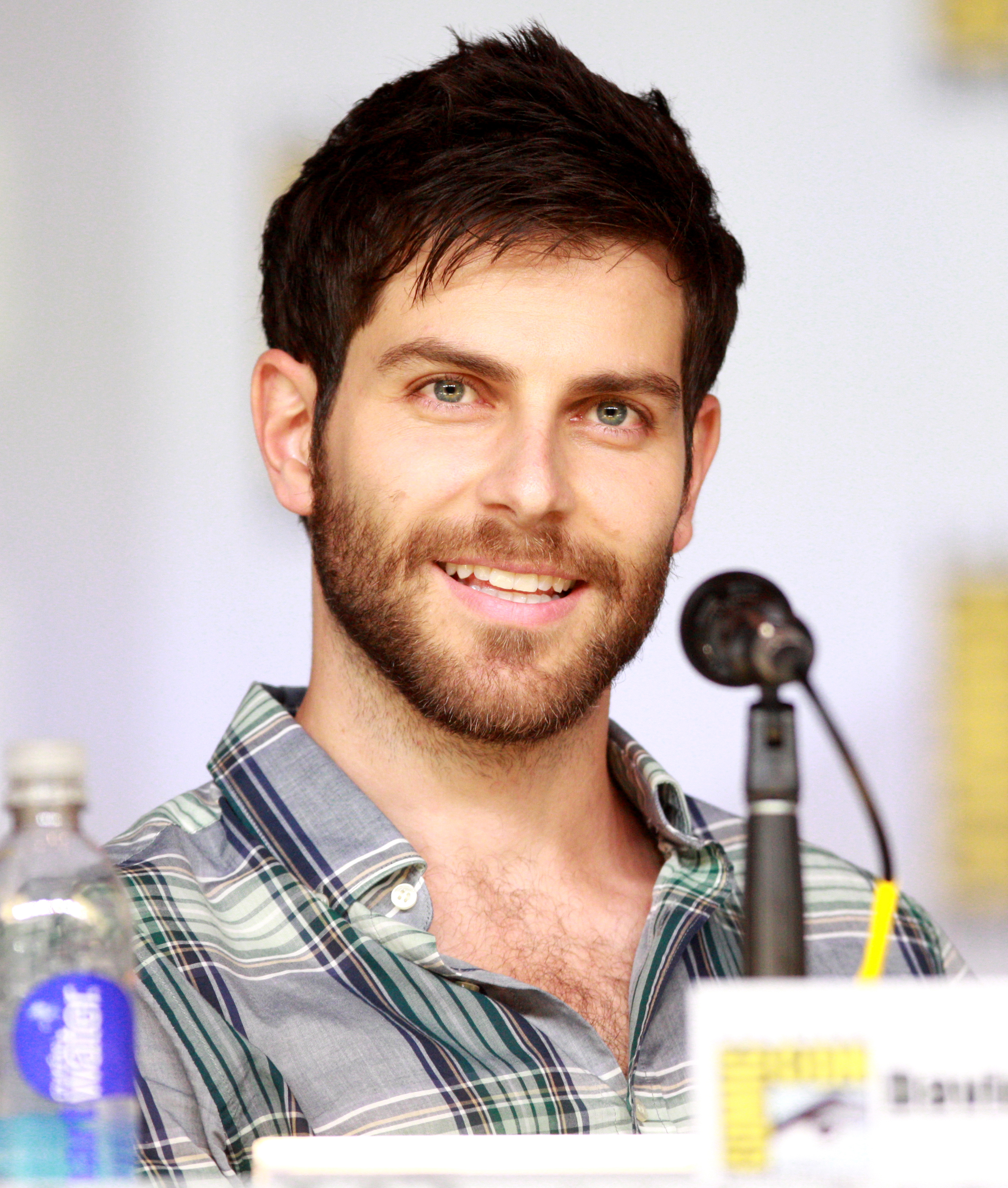
Девід Гвінтолі в ролі Ніка Беркгардта
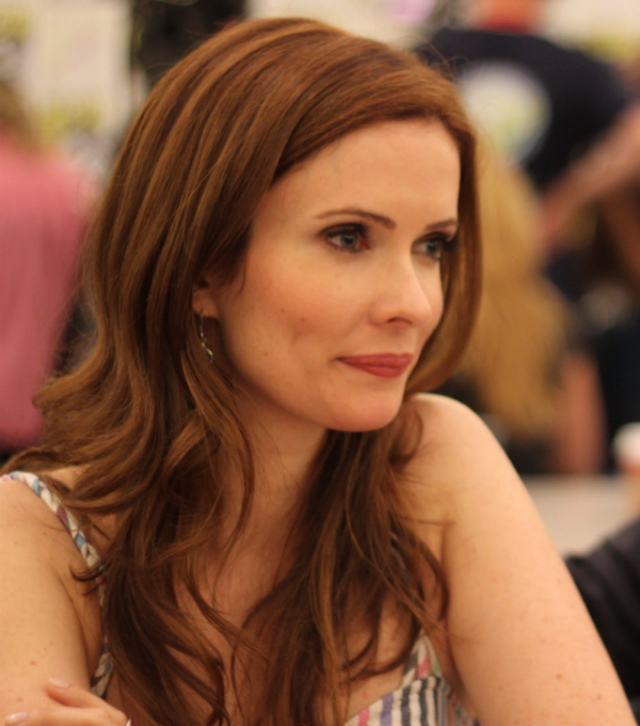
Бітсі Таллок у ролі Джульєтти Сільвертон
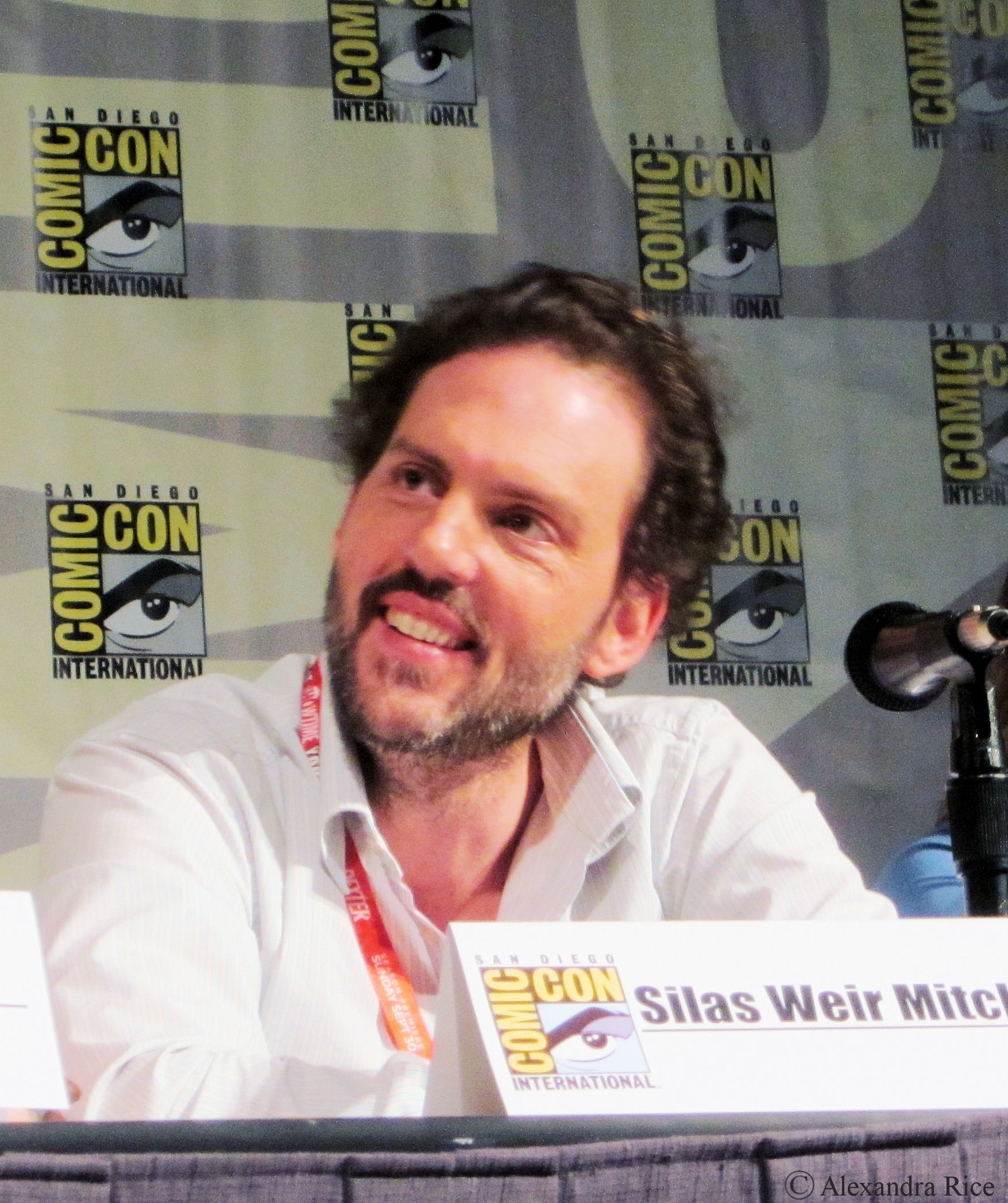
Сайлас Вейр Мітчелл у ролі Монро
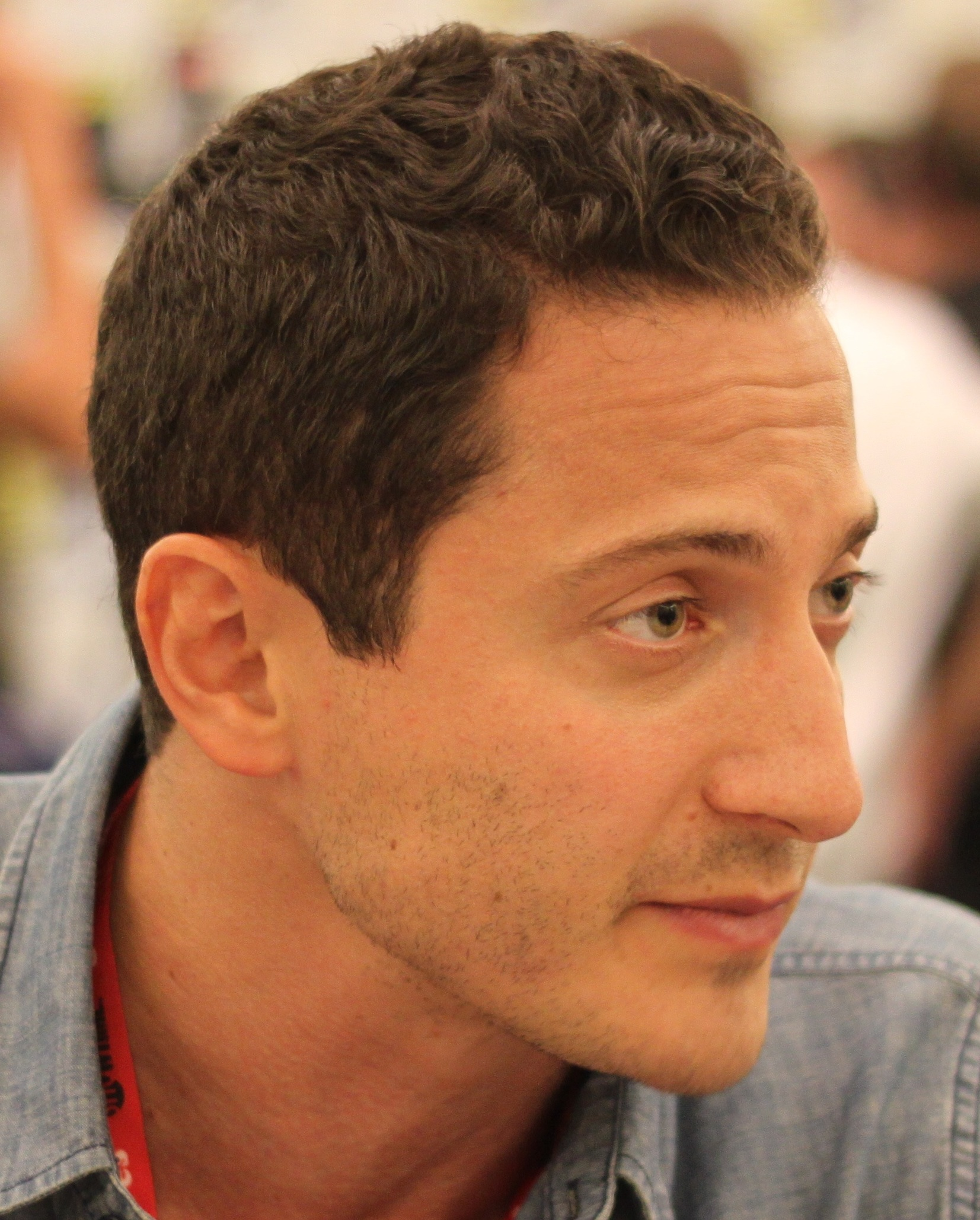
Саша Ройз у ролі капітана Шона Ренарда
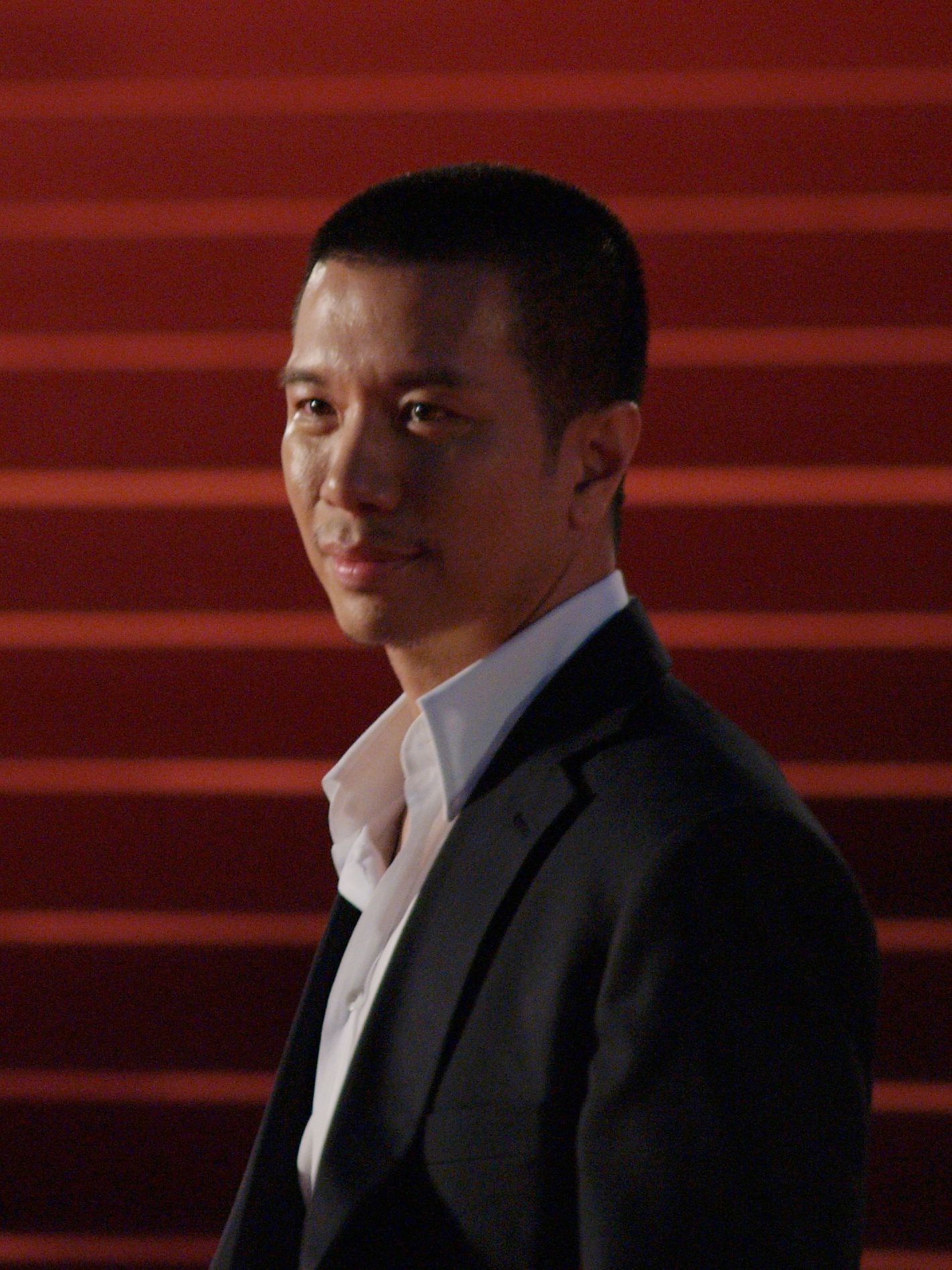
Реггі Лі в ролі сержанта Ву
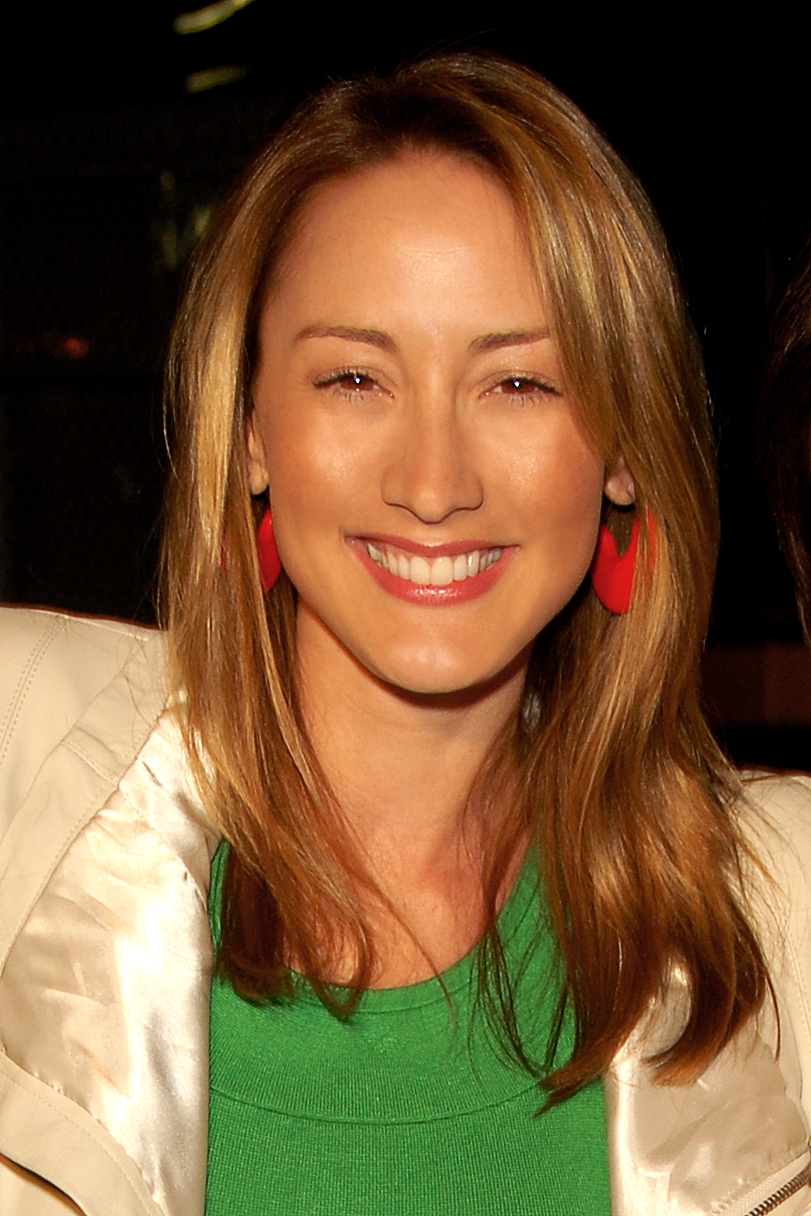
Брі Тернер у ролі Розалі Калверт

### Основний склад
| Актор               | Роль | Як головний персонаж (сезон.серія) | Як другорядний персонаж (сезон.серія) |
| ------------------- | --- | ---------------------------------- | ------------------------------------- |
| Девід Гвінтолі      | Нік Беркгардт, Грімм і детектив, мисливець на надприродних істот.                                                             | 1.01-                              |                                       |
| Рассел Горнсбі      | Генк Гріффін, детектив, напарник і друг Ніка.                                                                                 | 1.01-                              |                                       |
| Бітсі Таллоч        | Джульєтта Сільвертон, дівчина Ніка.                                                                                           | 1.01-                              |                                       |
| Сайлас Вейр Мітчелл | Монро, «різник» (людина-вовк), колишній злочинець, друг Ніка, що допомагає йому у надприродних справах                        | 1.01-                              |                                       |
| Саша Ройз           | Капітан Шон Ренард, начальник Ніка і Генка, нащадок могутньої королівської династії істот із передісторії гріммів.            | 2.01-                              |                                       |
| Реггі Лі            | Сержант Ву, поліцейський, що працює з Ніком і Генком.                                                                         | 1.01-                              |                                       |
| Брі Тернер          | Розалі Калверт, «рудохвіст» (людина-лисиця), подруга Монро і Ніка, згодом стає дівчиною Монро, а зрештою — його дружиною.     | 1.01-                              | 1.15-1.22                             |
| Клер Коффі          | Адалінда Шейд, відьма, що отруїла Джульєтту і позбавила спогадів про Ніка. Нік забрав у неї сили відьми, щоб урятувати Генка. | 2.05-                              | 1.01-2.04                             |

### Другорядний склад
- Мері Елізабет Мастрантоніо — Келлі Беркгардт, грімм, мати Ніка;
- Кейт Бертон — Марі Кесслер, тітка Ніка, що його виростила, власниця фургону, повного відомостей про надприродних істот;
- Медді Гассон — Карлі Кемпфер
- Денні Бруно — Бад, деревогриз, друг Ніка;
- Шарон Сакс — Доктор Гарпер, патологоанатом.
- Джасмін Савой Браун — епізод

## Створення
У січні 2011 року NBC оголосила про створення телесеріалу під назвою Грімм. Девід Грінволт і Джим Коуф спільно написали пілотний епізод, який зрежисерував Марк Бакленд. Зйомка першого епізоду почалася в березні 2011 року в Портленді. У травні 2011 року NBC вирішила знімати наступніепізоди. Грінволт і Коуф стали виконавчими продюсерами серіалу, поряд із Шоном Гейсом і Тоддо Міллінером. Серіал створюють компанії Universal Media Studios та Hazy Mills Productions. Зйомки першого сезону почалися в середині липня 2011 року, на теренах агломерації міста Портленд, штат Орегон. 30 серпня 2011 NBC відклав прем'єру шоу Грімм десь на тиждень, щоб перший епізод вийшов в ефір ближче до Гелловіну. 21 листопада 2011, NBC, попри падіння кількості переглядів серіалу, вирішила створити всі 22 епізоди першого сезону.
16 березня 2012 NBC оголосила, що шоу продовжать на другий сезон. Творці серіалу Девід Грінволт і Джим Коуф підтвердили, що зйомки другого сезону також відбуватимуться в Портленді, заявляючи, що це прекрасне місце для створення потрібної атмосфери..
26 квітня 2013 року NBC продовжила шоу на третій сезон..
19 березня 2014, NBC оголосила, що «Грімм» буде продовжений на четвертий сезон.
5 лютого 2015, NBC оголосила, що «Грімм» буде продовжений на п'ятий сезон.
5 квітня 2016, NBC оголосила, що «Грімм» буде продовжений на шостий сезон, який складатиметься з тринадцяти епізодів, а не з двадцяти двох, як це було в минулих сезонах.
29 серпня 2016 року, NBC оголосила, що шостий сезон буде останнім сезоном серіалу.
Під час Comic Con з'ясували, що фактичні нащадки братів Грімм проживають у Портленді. Продюсери й гадки про це не мали, тому були здивовані, коли хтось із аудиторії сказав їм про це.
Кожен епізод телесеріалу починається цитатою з різних історій чи народних казок, що стосуються сюжету серії.

## Реакція

### Ставлення критиків
Серіал одержав змішані відгуки від критиків із середнім балом 55 із 100 на Metacritic.
Оцінка на сайті IMDb — 7,8/10.

### Рейтинги
| Сезон | Таймслот (ET) | Епізоди | Прем'єра       | Прем'єра                    | Фінал          | Фінал                     | ТВ сезон  | Ранк | Глядачі США (мільйони) |
| Сезон | Таймслот (ET) | Епізоди | Дата           | Глядачі прем'єри (мільйони) | Дата           | Глядачі фіналу (мільйони) | ТВ сезон  | Ранк | Глядачі США (мільйони) |
| ----- | --- | ------- | -------------- | --------------------------- | -------------- | ------------------------- | --------- | ---- | ---------------------- |
| 1     | П'ятниця 21:00 | 22      | 28 жовтня 2011 | 6,56                        | 18 травня 2012 | 5,10                      | 2011-2012 | #89  | 6,35                   |
| 2     | Понеділок 22:00 (13 серпня 2012 — 3 вересня 2012) П'ятниця 21:00 (28 вересня 2012 — 26 квітня 2013) Вівторок 22:00 (30 квітня 2013 — 21 травня 2013) | 22      | 13 серпня 2012 | 5,64                        | 21 травня 2013 | 4.99                      | 2012-2013 | #61  | 6.95                   |
| 3     | П'ятниця 21:00 | 22      | 25 жовтня 2013 | 6.15                        | 2014           | TBA                       | 2013-2014 | TBA  | TBA                    |

## Нагороди та номінації
| Рік  | Нагорода                  | Категорія                      | Номінант                            | Результат |
| ---- | ------------------------- | ------------------------------ | ----------------------------------- | --------- |
| 2012 | Creative Arts Emmy Awards | Найвидатніша постановка трюків | «Грімм» (Епізод: «Жінка в чорному») | Номінація |
| 2012 | Вибір народу              | Улюблена теледрама             | «Грімм»                             | Номінація |

## Виноски
1. ↑  ‘Grimm’ to End After Season 6 on NBC. Архів оригіналу за 8 листопада 2020. Процитовано 28 серпня 2020.
2. ↑  ‘Grimm’ Spinoff With A Female Lead In Works At NBC. Архів оригіналу за 16 жовтня 2018. Процитовано 28 серпня 2020.
3. 1 2  'Buffy' writers sell Grimm's Fairy Tales pilot to NBC. 28-01-2011. Процитовано 19-07-2013.
4. ↑  NBC pilot, 'Grimm,' to shoot in Portland in March. 1-03-2011. Процитовано 19-07-2013.
5. ↑  NBC orders 'The Playboy Club,' other pilots to series. 12-05-2011. Процитовано 19-07-2013.
6. ↑  NBC Orders Brothers Grimm-Themed Drama From Buffy Scribe. 28-01-2011. Процитовано 19-07-2013.
7. ↑  The Oregon Film office confirms NBC series 'Grimm' will shoot in Portland. 24-05-2011. Процитовано 19-07-2013.
8. ↑  'Chuck' and new drama 'Grimm' Debut on October 28. 30-08-2011. Процитовано 26-10-2011.
9. ↑  NBC Gives Full-Season Order To ‘Grimm’, Gives It Thursday 10 PM Tryout. 21-11-2011.
10. ↑  Exclusive: NBC Renews Grimm For Season 2. 16-03-2012. Процитовано 19-07-2013.
11. ↑  'Grimm' Season 2 will also film in and around Portland. 16-03-2012. Процитовано 19-07-2013.
12. ↑  NBC Renews 5 Series, Including Parenthood and Law & Order: SVU; What About Parks and Rec?. tvline.com. 26 квітня 2013. Архів оригіналу за 29 квітня 2013. Процитовано 26 квітня 2013.
13. 1 2  Trivia. Архів оригіналу за 4 квітня 2017. Процитовано 18 червня 2017.
14. ↑  Grimm Season 1. Metacritic. Архів оригіналу за 2 листопада 2011. Процитовано 26 жовтня 2011.
15. ↑  Grimm. Архів оригіналу за 27 вересня 2017. Процитовано 18 червня 2017.
16. ↑  Seidman, Robert (31 жовтня 2011). Friday Final TV Ratings: No Adjustments for 'Chuck,' 'Grimm,' Nikita or Any Original + World Series. TV by the Numbers. Архів оригіналу за 2 листопада 2011. Процитовано 1 листопада 2011.
17. ↑  Kondolojy, Amanda (21 травня 2012). Friday Final TV Ratings: 'Shark Tank', 'Supernatural' Finales Adjusted Up; 'What Would You Do?' Adjusted Down. TV by the Numbers. Архів оригіналу за 24 травня 2012. Процитовано 21 травня 2012.
18. ↑  Gorman, Bill (24 травня 2012). Complete List Of 2011-12 Season TV Show Viewership: 'Sunday Night Football' Tops, Followed By 'American Idol,' 'NCIS' & 'Dancing With The Stars'. TV by the Numbers. Архів оригіналу за 30 травня 2012. Процитовано 7 червня 2012.
19. ↑  Andreeva, Nellie (19 квітня 2013). NBC Pulls ‘Ready For Love’, Moves ‘Grimm’ To Tuesdays. deadline.com. Архів оригіналу за 21 квітня 2013. Процитовано 19 квітня 2013.
20. ↑  Grimm Season 2 premier is ratings win for NBC. BroadwayWorld.com. 14 серпня 2012. Архів оригіналу за 24 серпня 2012. Процитовано 20 квітня 2013.
21. ↑  Bibel, Sara (22 травня 2013). Tuesday Final Ratings: 'So You Think You Can Dance', 'The Voice' & 'Dancing With the Stars' Adjusted Up. TV by the Numbers. Архів оригіналу за 26 травня 2013. Процитовано 22 травня 2013.
22. ↑  Patten, Dominic (2013-05-23). «Full 2012—2013 TV Season Series Rankings [Архівовано 17 травня 2019 у Wayback Machine.].» Deadline.com. Retrieved 2013-10-17.
23. ↑  Bibel, Sara (28 жовтня 2013). Friday Final TV Ratings: No Adjustments to 'Grimm,' Dracula' or 'The Carrie Diaries'. TV by the Numbers. Архів оригіналу за 30 жовтня 2013. Процитовано 5 листопада 2013.